# Torben Frank
Torben Frank (Copenaghen, 16 giugno 1968) è un ex calciatore danese, di ruolo di attaccante.

## Carriera

### Club
Frank iniziò a giocare nelle giovanili del Vallensbæk. Nel 1986 firmò per il Brøndby, con cui vinse 3 campionati danesi. Nel gennaio del 1991 passò al Lyngby, con cui vinse il suo terzo campionato nel 1992.
Dopo l'Europeo 1992 Frank si trasferì all'estero per giocare nel Lione, in Francia. Si infortunò durante i test fisici svolti a Lione e non giocò mai per la squadra francese. Il Lione voleva annullare il contratto così iniziò una disputa tra il club francese e la FIFA. Nel 1995 poté nuovamente trasferirsi e ritornò al Lyngby, ma non riuscì a ritornare in forma come prima dell'infortunio. Nel 1997 passò al Frem e chiuse la carriera nel 1998, dopo una breve apparizione con il Køge.

### Nazionale
Frank ha debuttato nella Nazionale danese nell'aprile 1991 in un'amichevole contro la Bulgaria.
Fu convocato per gli Europei del 1992, vinto dalla Danimarca, nei quali disputò 2 delle 5 partite dei danesi.

## Palmarès

### Club
- Campionato danese: 4

Brøndby: 1987, 1988, 1990
Lyngby: 1992

### Nazionale
- Campionato d'Europa: 1

Svezia 1992